# Louis-Marie-Augustin d’Aumont
Louis-Marie-Augustin d’Aumont de Rochebaron (* 28. August 1709 in Paris; † 15. April 1782 ebenda in seinem Hôtel particulier an der Place Louis XV., dem heutigen Hôtel de Crillon) war ein französischer Hochadliger, Militär und Hofbeamter aus dem Haus Aumont.
Er war 5. Duc d’Aumont (genannt de Villequier), Pair de France, Marquis de Villequier, d’Isle et de Nolay, Comte de Berzé, Baron de Chappes, Rochetaillé, de Joncy, d’Étrabonne, de Convez, de Molinot, du Lis et de La Mothe-sous-Sigi, Premier Gentilhomme de la Chambre du Roi, Lieutenant-général des Armées du Roi, Ritter im Orden vom Heiligen Geist, Gouverneur von Boulogne und dem Pays Boulonnois, Compiègne und Montreuil, Gouverneur und Großvogt von Chauny etc.

## Familie und Nachfolge
Louis Marie Augustin d’Aumont ist der älteste Sohn von Louis Marie d’Aumont (26. September 1691–5. November 1723), 4. Herzog von Aumont, Pair de France, und Catherine de Guiscard (um 1688–9. Juli 1723). Er war anfangs als Marquis de Villequier bekannt, und 15 Jahre alt, als sein Vater starb und ihm den Herzogstitel hinterließ; erst am 18. Juni 1736, im Alter von 26 Jahren, wurde er als Pair in das Parlement aufgenommen.

## Premier Gentilhomme de la Chambre
Trotz seines jugendlichen Alters wurde er wenige Tage nach dem Tod seins Vaters, am 23. November 1723, in dessen Amt als Premier Gentilhomme de la Chambre du Roi bestätigt. Dieses Amt hatte er gemeinsam mit den drei anderen Premier Gentilshommes inne, er selbst übte es fast 58 Jahre lang aus, bis kurz vor seinem Tod; seine Aufgabe war die Leitung des Menus et Plaisirs du Roi, für das er eine Werkstatt für das Schneiden von „harten Steinen“ einrichtete.

## Militärlaufbahn
Louis Marie Augustin d’Aumont trat 1726 bei den Musketieren ein; aufgrund eines Auftrags vom 2. Februar 1727 stellte er eine Kompanie im Régiment de Ruffec cavalerie auf; am 14. August 1728 erhielt er ein Kavallerieregiment seines Namens (Régiment d’Aumont cavalerie, bis 1743).
Im Polnischen Thronfolgekrieg (1733–1738) befehligte er sein Regiment bei der Belagerung von Kehl (13. Oktober 1733), bei der Belagerung von Philippsburg (Juni/Juli 1734) und 1735 in der Rheinarmee.
Am 1. Januar 1740 wurde er zum Brigadier befördert.
Während des Österreichischen Erbfolgekriegs (1740–1748) trat er am 2. August 1741 in die Niederrheinarmee ein. Er marschierte mit der 4. Division, die am 3. September von Givet aus nach Westfalen aufbrach und in Osnabrück überwinterte. Als die Armee von Westfalen nach Böhmen marschierte, folgte er der 4. Division und nahm an der Versorgung von Braunau am Inn teil.
Er kehrte im Januar 1743 mit seinem Regiment nach Frankreich zurück. Zum 1. Mai 1743 wurde er in die Rheinarmee versetzt und am 14. Mai zum Maréchal de camp ernannt, woraufhin er sein Regimentskommando abgab; er kämpfte in der Schlacht bei Dettingen (27. Juni 1743) und beendete den Feldzug im Unterelsass unter dem Befehl des Marschall Noailles. Am 1. April 1744 wurde er in die Flandernarmee abgeordnet, am 1. Mai war er Adjutant des Königs und diente bei den Belagerungen von Menen, Ypern und Veurne, von wo aus er mit dem König ins Elsass zog und dort an der Belagerung von Freiburg (September bis November 1744) teilnahm.
Am 1. Januar 1745 wurde er zum Ritter im Orden vom Heiligen Geist ernannt und am 2. Februar 1745 in den Orden aufgenommen. Ab dem 1. April 1745 wurde er in der Flandernarmee eingesetzt und am 1. Mai zum Adjutanten des Königs ernannt; er kämpfte in der Schlacht bei Fontenoy (11. Mai 1745), diente bei der Belagerung und Einnahme der Stadt und der Zitadelle von Tournai (April bis Juni 1745). An den Feldzügen von 1746 nahm er nicht teil.
Am 16. Mai 1747 wurde er erneut als Adjutant des Königs in die Flandernarmee eingesetzt, kämpfte in der Schlacht bei Lauffeldt (2. Juli 1747) und blieb in der Armee, als diese die Belagerung von Bergen-op-Zoom (Juli bis September 1747) abdeckte. Am 1. Januar 1748 wurde er zum Lieutenant-général ernannt und sollte in der Folge in der Niederlandarmee dienen, was sich dann aber nicht mehr realisierte, nachdem die Verhandlungen zum Friede von Aachen am 24. April 1748 begonnen hatten. Damit endete auch seine militärische Karriere.

## Provinzgouverneur
Nach dem Rücktritt des Duc d’Humières wurde ihm am 10. Juni 1748 Jahres die Regierung von Compiègne und die dazugehörige Jagdhauptmannschaft übertragen sowie am 7. November 1751 die Regierung des Boulonnais, der Stadt und des Schlosses Boulogne, Fort Mont Hulin und Étaples. Die Regierung des Boulonnais wurde von der Generalregierung der Picardie abgetrennt und durch Urteil vom 20. Juli 1752 zu seinen Gunsten als Generalregierung eingesetzt. Am 20. Dezember 1754 wurde ihm die Regierung von Montreuil zugesichert, die er dann nach dem Tod des Chevaliers de Saint-André am 30. November 1761 übernahm.

## Kunstsammler
Während der Herrschaft Ludwigs XVI. (ab 1774) trug er dazu bei, den Geschmack der Antike in der Kunst zu verbreiten, indem er junge Künstler wie die Architekten François-Joseph Bélanger und Pierre-Adrien Pâris, die er für die Dekoration seines Hotels an der Place Louis XV. einsetzte, oder die Bronzegießer Philippe Caffieri und Pierre Gouthière schützte.
Er besaß das Hôtel de Valentinois in Passy, das 1724 verkauft wurde, das Hôtel d’Aumont, das 1756 verkauft wurde, und schließlich das Hôtel de Crillon, das seine Sterbewohnung wurde. In der Picardie erbte er von seiner Mutter das Marquisat und das Schloss Guiscard.
Als Erbe eines großen Vermögens wurde er für seine umfangreiche Kunstsammlung bekannt, die mehr Wert auf dekorative Künste als auf Malerei oder Skulpturen legte. Diese Sammlung bestand hauptsächlich aus Möbeln, Porzellanvasen und „harten Steinen“ – antikem rotem Porphyr, grünem Porphyr, antikem grünem Marmor, Jaspis, blumengeschmücktem Alabaster etc. – mit vergoldeten Bronzefassungen, antike Säulen etc.
Diese Sammlung, die ab 1776 in seinem Privathaus an der Place Louis XV (heute Hôtel de Crillon, Place de la Concorde) zusammengetragen wurde, wurde nach seinem Tod auf einer öffentlichen Versteigerung aufgelöst, bei der Ludwig XVI. 51 Lose ersteigerte, darunter vor allem die schönsten Stücke, die für die Dekorationen des künftigen Museums bestimmt waren. Marie-Antoinette kaufte fünf Lose für ihren persönlichen Gebrauch.
Die für das Museum erworbenen Stücke wurden zehn Jahre lang gelagert und dann aus den Galerien des Louvre entfernt, um für die Einrichtung der Residenzen der Herrscher verwendet zu werden.
Die Reste der Sammlung des Herzogs von Aumont werden heute in einigen öffentlichen oder privaten Sammlungen aufbewahrt: Louvre, Wallace Collection, Metropolitan Museum of Art etc.
Die nach Zeichnungen des Architekten Pierre-Adrien Pâris geschnitzten Holzvertäfelungen des Hôtel d’Aumont, später Hôtel de Crillon, wurden 1906 bei der Umwandlung in ein Reisehotel durch Walter-André Destailleur abmontiert. Die Holzvertäfelungen im großen Salon, im kleinen Salon und im großen Esszimmer wurden im Hôtel de La Tour d’Auvergne (der heutigen chilenischen Botschaft) wieder montiert, während die Holzvertäfelungen im Boudoir und im kleinen Esszimmer von der Familie von Susan Dwight Bliss erworben wurden. Sie werden heute im Metropolitan Museum of Art und im Middlebury College aufbewahrt.

## Ehe und Familie
Louis Marie Augustin d‘Aumont heiratete am 23. April 1727 Victoire Félicité de Durfort Duras (1706–17. Oktober 1753), die Tochter von Jean-Baptiste de Durfort, Duc de Duras, Marschall von Frankreich, und Angélique Victoire de Bournonville. Sie war in erster Ehe kinderlos von Jacques de Fitz-James (1702-1721), dem 2. Duc de Fitz-James, verwitwet. Ihre Kinder sind:
- Louis d’Aumont (* 3. April 1729; † 1. Januar 1731), Marquis de Villequier
- Jeanne Louise Constance d’Aumont (* 11. Februar 1731 in Paris; † 1. Oktober 1816 in Versailles); ⚭ (Ehevertrag 13. Januar 1747) Gabriel Louis François de Neufville, Duc de Villeroy (* 8. Oktober 1731; † guillotiniert 28. April 1794 in Paris)
- Louis-Marie-Guy d’Aumont (* 5./6. August 1732 in Guiscard; † 20. Oktober 1799 ebenda), 6. Duc d’Aumont, Pair de France; ⚭ 2. Dezember 1747 Louise-Jeanne de Durfort (* 1. September 1735; † 17. März 1781), Tochter von Emmanuel-Félicité de Durfort, Duc de Duras, und Charlotte-Antoinette de La Porte-Mazarin
- Louis-Alexandre-Céleste d’Aumont (* 4. August 1736 in Paris; † 15. August 1814 auf Schloss Villequier-Aumont), 7. Duc d’Aumont, Marquis und 1799 Duc de Villequier; ⚭ (Ehevertrag 21. und 25. Januar 1759) Félicité Louise Le Tellier (* 23. September 1736; † 24. Juni 1768), Tochter von François Michel César Le Tellier, Marquis de Courtanvaux, und Louise Antoine de Gontaut-Biron